# PI4AA
PI4AA is het eigen radiostation van de Vereniging voor Experimenteel Radio Onderzoek Nederland (VERON).
De zender is ouder dan de VERON: men zond voor het eerst uit op 16 mei 1929, vanaf de Derde Nederlandsche Radio-Salon te Scheveningen, met roepletters PA0AA. Het was daarmee het eerste Nederlandse amateur-zendstation met een particuliere zendmachtiging. De roepletters zijn in de jaren 80 om administratieve redenen veranderd naar PI4AA.
Het doel van de zender was en is het stimuleren van experimenten met radiotechniek. Hiertoe worden via de zender cursussen gegeven, maar ook wordt de zender zelf gebruikt om met nieuwe zendtechnieken te experimenteren.
Van 1997 tot en met 2006 vonden de uitzendingen vanuit Leusden plaats. Vervolgens heeft een nieuwe crew vanaf 2007 tot en met eind 2013 de uitzendingen overgenomen en kwamen de uitzendingen uit de regio Eindhoven. Op 1 mei 2014 heeft een nieuwe crew de uitzendingen overgenomen en worden de uitzendingen vanuit de Radiokelder in het oude Lucent gebouw in Hilversum verzorgd.
PI4AA zendt uit op de frequenties ± 7,073 MHz in de mode LSB (40 meter band), 145,325 MHz in de mode FM (2m band) en 430,125 MHz (70cm band) via de repeater PI2NOS.